# Bradina atopalis
Bradina atopalis is een vlinder uit de familie van de grasmotten (Crambidae), uit de onderfamilie van de Spilomelinae. De wetenschappelijke naam van deze soort is voor het eerst voorgesteld als Botys atopalis door Francis Walker in een publicatie uit 1858.

## Verspreiding
De soort komt voor in China, Taiwan, Russische Verre Oosten, Japan.

## Ondersoorten
- Bradina atopalis atopalis (Walker, 1858)
- Bradina atopalis erectalis Yamanaka, 1984 (Japan)
- Bradina atopalis krigeri Streltzov & Dubatolov, 2009 (Russische Verre Oosten)
- Bradina atopalis taiwanensis Yamanaka, 1984 (Taiwan)